# Govhar Beydullayeva
Govhar Beydullayeva est une joueuse d'échecs azerbaïdjanaise née le 23 avril 2003 à Zulfi.
Au 1er mai 2022, elle est la troisième joueuse azerbaïdjanaise et la 65e joueuse mondiale avec un classement Elo de 2 384 points.

## Biographie et carrière
Govhar Beydullayeva est née à Zulfi en Arabie saoudite. Elle a obtenu le titre de maître international féminin en 2020.

### Compétitions internationales
Govhar Beydullayeva a remporté trois médailles au championnat d'Europe d'échecs de la jeunesse : deux médailles d'argent en 2014 et 2015 dans la catégorie des filles de moins de 12 ans et une médaille  d'or en 2017 dans la catégorie des filles de moins de 14 ans avec 8,5 points marqués en 9 parties.
En 2017, à 14 ans, elle marqua 5 points sur 11 au championnat d'Europe d'échecs individuel féminin adulte.
En avril 2022, Govhar Beydullayeva marqua 7 points sur 11 au championnat d'Europe d'échecs individuel mixte.
En 2016, lors de l'olympiade de Bakou féminine, elle marqua 6 points sur 11 au troisième échiquier de l'équipe C.
En 2021, elle remporte la médaille de bronze par équipe au championnat d'Europe d'échecs des nations.
En octobre 2023, Beydullayeva termine le championnat à la première place en récoltant 9 points en 11 matchs lors du championnat du monde junior d’échecs rapides des moins de 20 ans organisé sur l'île de Sardaigne, en Italie.

### Championnats d'Azerbaïdjan
En 2012, Govhar Beydullayeva remporte le championnat d'échecs de la jeunesse azerbaïdjanaise dans le groupe d'âge des filles de moins de 10 ans, puis elle répète ce succès trois fois en 2013, 2015 et 2016.
En 2019, elle prend la troisième place du championnat d'échecs féminin d'Azerbaïdjan.
En 2020 et 2021, elle remporte la médaille d'argent au championnat féminin d'Azerbaïdjan. Elle finit par remporter le championnat féminin d'Azerbaïdjan lors de l'édition 2022, puis à nouveau en 2023.
En 2022, elle remporte le championnat du monde junior féminin.